# Ernst Sander
Ernst Sander (do 1940 Ernst Sabinski) (ur. 14 marca 1916 w Qingdao, zm. 1990) – zbrodniarz nazistowski, członek załogi niemieckich obozów koncentracyjnych Buchenwald i Mittelbau-Dora oraz SS-Oberscharführer.
Członek SS od 1933. Od 1939 pracował dla gestapo (między innymi w Gdańsku, Gdyni i Pradze). W latach 1943–1945 pełnił służbę w obozie Mittelbau-Dora (do 1 października 1944 był to podobóz Buchenwaldu). Był członkiem obozowego gestapo (Wydziału Politycznego). Torturował więźniów, których podejrzewano o sabotaż prac prowadzonych w fabrykach obozowych.
W latach 1967–1970 toczył się przed zachodnioniemieckim sądem w Essen proces zbrodniarzy obozu Mittelbau-Dora. Na ławie oskarżonych zasiedli byli esesmani Erwin Busta i Ernst Sander. Postawiono im zarzuty zarówno masowych, jak i indywidualnych morderstw  popełnionych na więźniach wielu narodowości i jeńcach radzieckich w latach 1943–1945. Innym zarzutem było katowanie więźniów, nieraz ze skutkiem śmiertelnym. 8 maja 1970 zapadł wyrok skazujący Bustę na 7,5 roku, a Sandera na 8,5 roku pozbawienia wolności. Obaj skazańcy zostali zwolnieni przedterminowo z więzienia ze względu na kłopoty zdrowotne.